# Victor Willis
Victor Edward Willis (Dallas, 1 de julho de 1951) é um cantor, compositor e ator americano, mais conhecido como o vocalista original do grupo Village People entre 1977 e 1980.